# Éder Levi Kock
Éder Levi Kock (Brusque, 4 de julho de 1993) é um  voleibolista indoor brasileiro, atuante na posição de Central, que conquistou pelas categorias de base da Seleção Brasileira  a medalha de ouro no Campeonato Sul-Americano Juvenil de 2012, no Brasil, a medalha de prata no Campeonato Mundial Juvenil de 2013 na Turquia, a medalha de ouro na edição do Campeonato Sul-Americano Sub-22 de 2014 no Brasil, as medalhas de ouro na Copa Pan-Americana Sub-23 de 2012 e na Copa Pan-Americana de 2015, ambas nos Estados Unidos.Também representou a Seleção Brasileira Militar na conquista do Campeonato Mundial Militar de 2014 no Brasil.Em clubes foi vice-campeão no Campeonato Sul-Americano de Clubes de 2015 na Argentina e bicampeão nas edições de 2016 e 2017 no Brasil, além das medalhas de ouro nas edições de 2015 e 2017 do Campeonato Mundial de Clubes realizadas no Brasil.

## Carreira
A trajetória de Éder Levi se iniciava em meados de 2008 quando deu início a pratica do voleibol, sendo revelado pelo projeto da  Escola Barão do Rio Branco e em 2010 foi convocado para avaliação  em da Seleção Brasileira em preparação para o Campeonato Sul-Americano Infantojuvenil em La Guaira, na Venezuela.
Representou a cidade de Blumenau na 9ª edição da Olimpíada Estudantil Catarinense (Olesc), conquistando o título da Etapa Regional Leste/Norte em São Bento do Sul; e neste mesmo ano estava vinculado as categorias de base do Blumenau/Furb/Barão  quando foi convocado para representar a Seleção Catarinense na edição do Campeonato Brasileiro de Seleções Infantojuvenil, 1ª Divisão, sediado em Limoeiro, Pernambuco e finalizou na décima primeira colocação.
Atuou pelo Soya/Blumenau/Furb/Barão e  conquistou o título do Campeonato Catarinense na categoria infantojuvenil de 2010. Novamente representou a cidade de Blumenau na 10ª edição da Olimpíada Estudantil Catarinense em 2010, Etapa Estadual, sagrando-se campeão.
Ainda em 2010 sagrou-se campeão representando Blumenau nos Jogos Abertos de Santa Catarina, e também foi convocado para Seleção Brasileira,  na categoria infantojuvenil, em preparação para os IX Jogos Sul-Americanos, cuja sede foi na cidade de Medellín, na Colômbia,  sendo cortado  pelo técnico Percy Oncken.
O técnico Percy Oncken novamente o convocou em 2011 para os treinamentos com duração de quatro meses em preparação do Campeonato Mundial Infantojuvenil, sediado nas cidades argentinas de  Bahía Blanca e Almirante Brown e neste campeonato vestiu a camisa#3, mas finalizou na nona colocação.
Integrou o elenco juvenil da Seleção Brasileira em 2012, sob o comando do técnico Leonardo de Carvalho, para avaliação visando o Campeonato Sul-Americano Juvenil  em Saquarema, no Brasil e nesta competição representou o país na conquista da medalha de ouro.
A partir da temporada de 2012 ele foi contratado para o elenco juvenil do Sada Cruzeiro, e nesta categoria conquistou o título do Campeonato Mineiro Metropolitano, da Assessoria Regional 6 e alcançou o bronze na edição da Copa Sada Contagem Juvenil de 2012.
Recebeu nova convocação para Seleção Brasileira, desta vez na  categoria Sub-23, disputou edição da Copa Pan-Americana Sub-23 na cidade canadense de Langley e obteve a medalha de ouro, vestido a camisa#3.
Continuou nas categorias de base do Sada Cruzeiro na jornada de 2013, conquistou o título da Taça Paraná Juvenil e o bicampeonato no Campeonato Metropolitano Juvenil (AR-6); neste mesmo ano foi emprestado para o Olympico/Martminas/Uptime na Superliga Brasileira B de 2013 quando disputou as semifinais.
Em 2013  também foi convocado para Seleção Brasileira para disputar o Campeonato Mundial Juvenil nas cidades turcas de Ankara e Izmir e vestindo a camisa#3 participou na conquista da medalha de prata nesta edição.
Na jornada esportiva 2013-14 já treinava no elenco profissional do Sada Cruzeiro  obtendo seu primeiro título na edição do Campeonato Mineiro de 2013, e por este clube disputou a Superliga Brasileira A 2013-14 sagrando-se campeão nesta edição.
Em 2014 foi convocado para Seleção Brasileira, desta vez na categoria Sub-22 e disputou a primeira edição do Campeonato Sul-Americano  de 2014 da categoria e ocasião que foi sediado na cidade de Saquarema e conquistou a medalha de ouro. Ainda neste ano integrou a Seleção Brasileira Militar na conquista da medalha de ouro na 33º edição do Campeonato Mundial Militar de 2014, realizado no Rio de Janeiro.
Permaneceu por mais uma temporada com o Sada Cruzeiro e sagrou-se bicampeonato na edição do Campeonato Mineiro em 2014, e na pré-temporada sagrou-se campeão do Torneio Internacional UC Irvine de 2014, conquistou o bronze na Copa Brasil 2015.
Ainda na temporada 2014-15, atuou pelo Sada Cruzeiro na edição do Campeonato Sul-Americano de Clubes em 2015, este sediado em San Juan, na Argentina, ocasião que conquistou a medalha de prata e na sequência disputou  a fase final edição de Superliga Brasileira A, correspondente a temporada 2014-15, sagrando-se bicampeão nacional.
Em 2015 também competiu pelo Sada Cruzeiro na Supercopa Brasileira, realizada em Itapetininga, sagrando-se campeão nesta que foi a primeira edição e também na edição do Campeonato Mundial de Clubes sediado em Betim, vestindo a camisa#3 obtendo a inédita medalha de ouro em sua carreira.
Na mesa temporada anterior, ou seja, 2014-15,  representou o Sada Cruzeiro, este utilizou a alcunha Sada Cruzeiro UNIFEMM, na edição da Superliga Brasileira B 2015, foi o capitão da equipe que conquistou o título desta edição.
Em 2015 foi convocado para Seleção Brasileira Sub-23 e disputou a edição do Campeonato Mundial Sub-23 de 2015 em Dubai, nos Emirados Árabes Unidos, vestindo a camisa#3 finalizou na quinta colocação, neste mesmo ano conquistou pela Seleção Brasileira de Novos a medalha de ouro na Copa Pan-Americana em Reno.
Nas disputas do período esportivo de 2015-16 atuou pelo Sada Cruzeiro  e conquistou o tricampeonato consecutivo na edição do Campeonato Mineiro de 2015, sagrando-se também  sagrou-se tricampeão consecutivo nacional na Superliga Brasileira A 2015-16, registrando 52 pontos , destes foram 36 de ataques, 3 de bloqueios e 13 de saques; alcançou também o título da Copa Brasil de 2016, evento sediado em Campinas.
Em 2016 conquistou o bicampeonato na edição do Campeonato Sul-Americano de Clubes, realizado em Taubaté, disputando outra edição do Campeonato Mundial de Clubes e vestindo a camisa#3 sagrando-se bicampeão mundial.
Pelo Sada Cruzeiro atuou na jornada 2016-17, mais uma ez conquistando o tetracampeonato no Campeonato Mineiro de 2016 e o bicampeonato da Supercopa Brasileira de 2016; competiu também na edição da correspondente Superliga Brasileira A, obtendo o tetracampeonato consecutivo nacional.
Já no ano de 2017 disputou a edição da Copa Brasil realizada em Campinas, ocasião que avançou as semifinais e time sofreu eliminação, também sagrou-se tetracampeão da edição do Campeonato Sul-Americano de Clubes de 2017, sediado em Montes Claros.
Renovou com o Sada Cruzeiro para as competições do período 2017-18, na pré-temporada disputou aa edição do Desafio Sul-Americano de Vôlei na San Juan (Argentina) conquistando o título, também alcançando o tricampeonato do Campeonato Mineiro de 2017 e o tricampeonato também na edição da Supercopa de 2017 e conquistou nesta mesma temporada o bicampeonato da Copa Brasil de 2018 em São Paulo e venceu a primeira partida da final da Superliga Brasileira A 2017-18 e ao vencer a segunda partida dos playoffs da fase final sagrou-se tetracampeão nacional de forma consecutiva.
Renovou com o Sada Cruzeiro por mais uma temporada e conquistou o título do Campeonato Mineiro de 2018, e foi eleito o melhor jogador do campeonato, na sequência conquistou o vice-campeonato da Supercopa Brasileira de 2018 realizada em Belo Horizonte e obteve o título da Copa Brasil de 2019 realizada em Lages.
Em 2020, juntou-se ao Sporting Clube de Portugal.

## Títulos e resultados
- Torneio Internacional UC Irvine: 2014[45]
- Supercopa Brasileira de Voleibol:2015,[51] 2016[69] e 2017[80]
- Supercopa Brasileira de Voleibol:2018[86]
- Superliga Brasileira-Série A: 2013-14,[37] 2014-15,[50] 2015-16,[62] 2016-17[73] e 2017-18[83]
- Superliga Brasileira-Série B:2015[55]
- Copa Brasil:2016,[64] 2018,[81] 2019[87]
- Copa Brasil:2015[46]
- Campeonato Mineiro: 2013,[35] 2014,[44] 2015,[61] 2016,[68]2017[79] e 2018[85]
- Copa Sada Contagem Juvenil:2012[22]
- Taça Paraná Juvenil:2013[25]
- Campeonato Metropolitano Juvenil (AR-6):2012[21] e 2013[25]
- Jasc:2011[7]
- Olesc –Etapa Estadual:2010[6]
- Olesc –Etapa Regional:2009[2]
- Campeonato Catarinense Infantojuvenil:2010[5]

## Prêmios individuais
[carece de fontes?]